# Sanji Inoue
Sanji Inoue (jap. 井上 三次 Inoue Sanji; * 10. März 1948 in Tokio) ist ein ehemaliger japanischer Radrennfahrer.

## Sportliche Laufbahn
Inoue war im Bahnradsport aktiv. Er war Teilnehmer der Olympischen Sommerspiele 1968 in Mexiko-Stadt. Im 1000-Meter-Zeitfahren wurde er als 19. klassiert. Im Sprint schied er im Vorlauf gegen Giordano Turrini aus Italien aus.
Bei den Bahnradsport-Weltmeisterschaften 1968 gewann er mit Hideo Madarame als Partner die Bronzemedaille im Tandemrennen. Beide waren die ersten japanischen Medaillengewinner bei den Weltmeisterschaften. 1989 beendete er seine sportliche Laufbahn.